# Agne Simonsson
Tore Klas Agne Simonsson (Göteborg, 1935. október 19. – 2020. szeptember 22.) világbajnoki döntős svéd válogatott labdarúgó, edző.
A svéd válogatott tagjaként részt vett az 1958-as világbajnokságon.

## Sikerei, díjai
Svédország
- Világbajnoki döntős (1): 1958

Egyéni
- Az év svéd labdarúgója (1): 1959